# Launch and Landing Facility
De Launch and Landing Facility (LLF) is een vliegveld dat gelegen is bij het stadje Merritt Island in Brevard County in de Amerikaanse staat Florida. Het maakt deel uit van het Kennedy Space Center en wordt uitgebaat door Space Florida. De start- en landingsbaan is vooral bekend onder zijn oude naam Shuttle Landing Facility (SLF) uit de periode dat deze werd gebruikt voor landingen van de spaceshuttles van NASA. De baan wordt ook gebruikt voor landingen, voor opstijgingen en landingen van de verschillende militaire vliegtuigen en in het verleden voor de civiele Shuttle Carrier Aircrafts. Het is ook de plaats waar ruimtevaarders vanuit Houston per vliegtuig arriveren en een korte ontmoeting met de pers hebben in de dagen voor hun lancering.
Sinds 2015 wordt de SLF geëxploiteerd door Space Florida. Een agentschap van de staat Florida dat onder meer belast is met het aantrekken van ruimtevaartbedrijven naar “de Spacecoast”. Space Florida wil de baan ook inzetten als start-en-landingsbaan voor air-to-orbit lanceervliegtuigen. De Stargazer van Northrop Grumman, de Cosmic Girl van Virgin Orbit en de Stratolauncher van Stratolaunch worden als potentiële gebruikers van de SLF gezien.

## Faciliteiten
Het terrein van de Shuttle Landing Facility heeft een oppervlakte van 2 km² en huisvest een 4.572 meter lange landingsbaan - een van de langste banen ter wereld. Het Mate-Demate Device (MDD) werd gebruikt als de Shuttle Carrier Aircraft een Space Shuttle vervoert.
De baanoppervlakte bestaat uit beton met zeer hoge frictie, dat ontworpen is voor het maximaliseren van de remcapaciteit van de met hoge snelheid landende spaceshuttle. In het midden bedraagt de dikte van de landingsbaan 40,6 centimeter. In de baan is gebruikgemaakt van een gegroefd ontwerp voor betere waterdoorlatendheid en het verhogen van de wrijvingscoëfficiënt. Het oorspronkelijke groefontwerp bleek te veel wrijving te veroorzaken voor het rubber dat in de banden van de spaceshuttle werd gebruikt, waardoor verschillende landingen mislukten. Dit probleem werd opgelost door het oppervlak van de baan af te schuren, zodat de diepte van de groeven behoorlijk verminderde.

## Ruimtevaartuigen die op de Shuttle Landing Facility landen
- Spaceshuttles (STS, van 1981 t/m 2011)
- X-37B
- Dream Chaser (vrachtuitvoering)